# 동산초등학교 (충남)
동산초등학교는 대한민국 충청남도 논산시에 있었던 공립 초등학교이다.

## 학교 연혁
- 1960년 4월 1일: 개교
- 2015년 8월 31일: 양촌초등학교와 통합으로 인해 폐교[1]

## 참고 자료
- 동산초등학교 - 한국교육학술정보원 학교알리미